# Думени (Ботошани)
Думени (рум. Dumeni) насеље је у Румунији у округу Ботошани у општини Ђеорђе Енеску. Oпштина се налази на надморској висини од 135 m.

## Становништво
Према подацима из 2002. године у насељу је живело 1909 становника, од којих су сви румунске националности.